# Nitaskinan
Ne doit pas être confondu avec Nitassinan.
Nitaskinan, dont le nom signifie « Notre terre » en langue atikamekw, est le territoire du peuple Attikamek. Il englobe pratiquement toute la Mauricie au Québec et déborde sur les régions adjacentes. Le 8 septembre 2014, le Conseil de la Nation atikamekw a déclaré unilatéralement la souveraineté de la nation atikamekw sur le Nitaskinan. La démarche vise principalement à obtenir un droit de regard sur les projets d'exploitation des ressources naturelles ainsi qu'à mettre en valeur l'identité atikamekw.

## Toponymie
Nitaskinan signifie « notre terre », aski voulant dire terre.

## Géographie
Le territoire ancestral des Attikameks couvre quelque 80 000 km2, situé dans la vallée de la rivière Saint-Maurice chevauche les régions de la Mauricie et de Lanaudière principalement, en continu avec les territoires Innus (Saguenay–Lac-Saint-Jean) et des Cris (Nord-du-Québec).
Ce territoire est aussi connecté aux territoires traditionnels des Abénaquis (Centre-du-Québec), des Algonquins (Laurentides et l'Abitibi) et des Wendat (Capitale-Nationale).

### Réserves

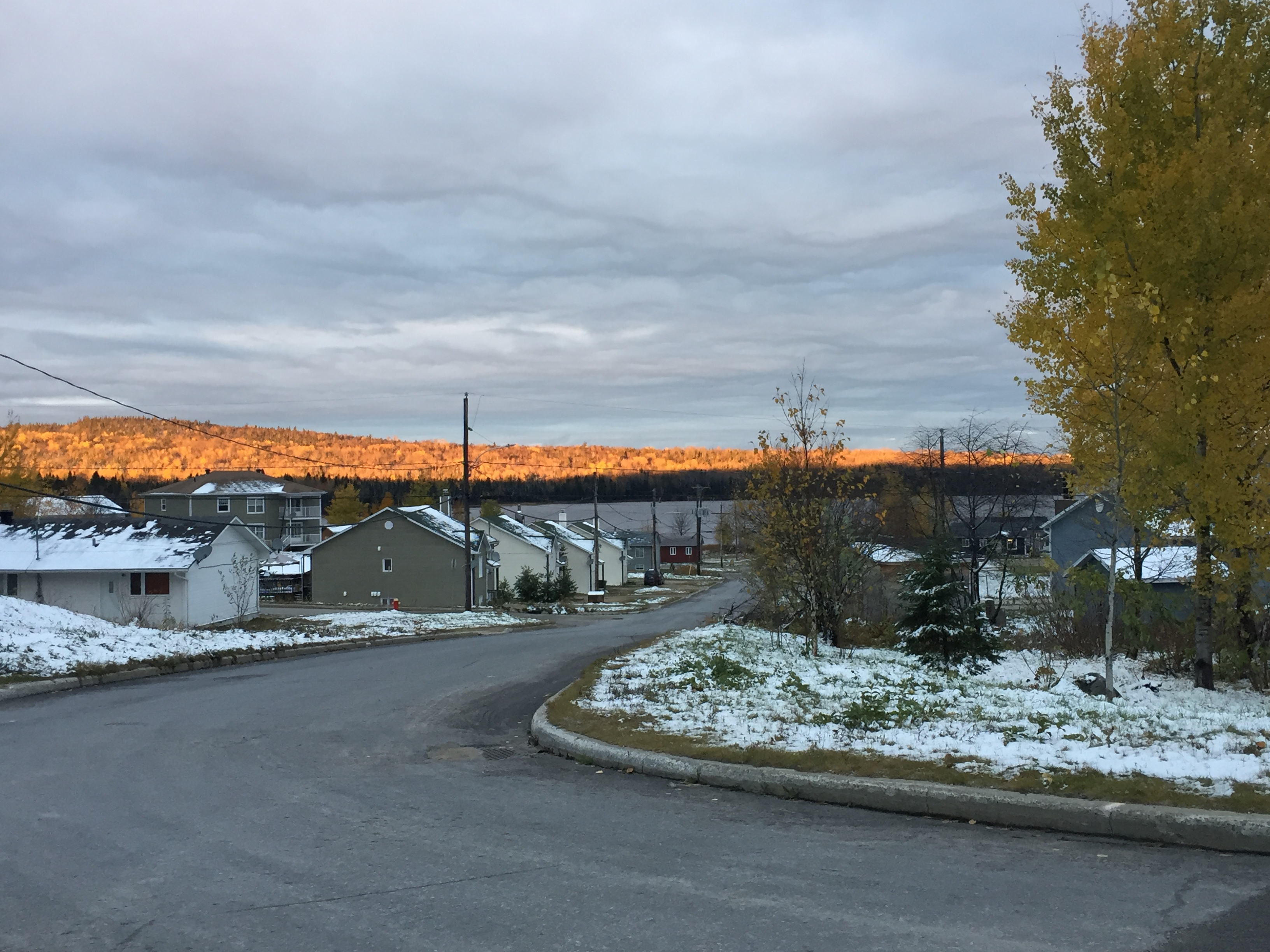
La communauté atikamekw de Manawan en 2016

Les Atikamekws possèdent trois réserves habitées qui correspondent aux trois bandes formant la nation : Manawan, Obedjiwan et Wemotaci.
Manawan, siège des Atikamekw de Manawan, est située à 140 km à l'ouest de La Tuque et à 86 km au nord de Saint-Michel-des-Saints sur la rive sud du lac Métabeska dans la région de Lanaudière. Elle couvre une superficie de près de 800 hectares et a une population d'environ 1 500 habitants. Le nom de « Manawan » signifie « là où l’on trouve des œufs ». Elle a été créée officiellement le 29 août 1906, mais il y a une population permanente en ce lieu depuis le début des années 1850.
Obedjiwan, également appelée Opitciwan, siège des Atikamekw d'Opitciwan, est la plus nordique et la plus isolée des trois communautés atikamekw. Elle est située sur la rive nord du réservoir Gouin. Son nom signifie « courant du détroit ». L'endroit a une population permanente depuis le début des années 1910. Avant cela, la population qui s'est éventuellement installée à Obedjiwan fréquentait plutôt le lieu de rassemblement estival de Kikendatch où un poste de la Compagnie de la Baie d'Hudson et une chapelle catholique avaient été érigés, mais la mise en service du barrage La Loutre en 1918 inonda Kikendatch, forçant l'abandon définitif de l'endroit.
Wemotaci, siège du Conseil des Atikamekw de Wemotaci, se situe entre Manawan et Obedjiwan en Haute-Mauricie à 115 km au nord-ouest de La Tuque le long de la rivière Saint-Maurice près de l'embouchure de la rivière Manouane. Son nom signifie « la montagne d'où l'on observe ». Elle couvre une superficie de 34 km2 et a une population d'environ 1 300 habitants. La communauté de Wemotaci possède également la réserve inhabitée de Coucoucache.

## Histoire
Depuis 1978, les Atikamekws sont en négociation avec les gouvernements du Canada et du Québec afin d'en arriver à une entente concernant leurs revendications globales.

### Déclaration de souveraineté
Le 8 septembre 2014, le Conseil de la Nation atikamekw a déclaré unilatéralement sa souveraineté sur le Nitaskinan couvrant une superficie de 80 000 km2. L'un des buts principaux de la nation avec cette déclaration est d'avoir un droit de regard sur les projets d'exploitation des ressources naturelles dans le territoire Atikamekw et de mettre en valeur leur identité culturelle,,,.
La déclaration de souveraineté des Attikameks s'inscrit dans la foulée d'une décision de la Cour suprême du Canada qui a reconnu un titre aborigène au peuple chilcotin en Colombie-Britannique dans l'affaire Nation Tsilhqot’in c. Colombie-Britannique, causant un important changement dans le droit autochtone au Canada,,,.

## Administration
Le territoire n'est pas officiellement reconnu puisqu'il a légalement disparu avec la colonisation européenne à partir du XVIIe siècle.
La Loi sur les Indiens leur a attribué des réserves, un territoire que la Première Nation administre elle-même.
Nitaskinan engloble toutefois beaucoup plus large que ces réserves. Dans le cadre des négociations avec les deux paliers de gouvernements, le territoire des Atikamekw est divisé en trois parties :

### Aski
L'Atikamekw Kice Okimaw Aski, ou simplement Aski, qui comprend les terres entièrement possédée par les Atikamekw ( les réserves proprement:
- Manawan
- Obedjiwan
- Wemotaci

### Kitaskino
Le Kitaskino comprenant le territoire habituellement occupé et toujours utilisé. Historiquement, le Kitaskino est divisé en territoires familiaux où chaque famille avait son propre territoire pour en tirer sa subsistance.
La superficie de chaque territoire variait. Le premier à avoir cartographié ces territoires fut D. S. Davidson en 1928.
De nos jours, le système des territoires familiaux est encore utilisé pour la pratique des activités traditionnelles et de subsistance malgré l'intensification de l'industrie forestière et la pression exercée par la chasse et la pêche venant des touristes.

### Nitaskinan Cawonok
Le Nitaskinan Cawonok, c'est-à-dire l'ensemble du territoire ancestral que les Atikamekw n'occupent plus depuis le début du XXe siècle.
Les Atikamekw réclament une indemnité pour la perte de l'usage de ce dernier.

#### Ouvrages
- Claudette Fontaine, Louise Goupil et Michelle Provost, Nitaskinan notre territoire, les Attikameks du Québec, Canada, Édition Liane Montplaisir, Graficor, 50 p.
- Michelle Provost, Nitaskinan : notre territoire, les attikameks du Québec, Boucherville (Québec), Ministère de l'éducation : Musée de la civilisation, coll. « Les Premières Nations », 1994, 40 p. (ISBN 2-89242-470-4)

#### Articles scientifiques
- Claude Gélinas, « La création des réserves atikamekw en Haute-Mauricie (1895-1950), ou quand l'Indien était vraiment un Indien », Recherches amérindiennes au Québec, vol. 32, no 2,‎ 2002, p. 36-48.
- Jean-François Caron, « La déclaration de souveraineté de la nation atikamekw : les méandres de l'octroi d'un titre aborigène », Recherches amérindiennes au Québec, vol. 48, no 1,‎ 2016, p. 141-160 (ISSN 0008-3496, lire en ligne )
- Laurent Jérôme et Vicky Veilleux, « Witamowikok, « dire » le territoire atikamekw nehirowisiw aujourd'hui : territoires de l'oralité et nouveaux médias autochtones », Recherches amérindiennes au Québec, Montréal, vol. 44, no 1,‎ 2014, p. 11-20, 154-155, 161-162 (lire en ligne [PDF])
- Nicolas Houde, « La gouvernance territoriale contemporaine du Nitaskinan : tradition, adaptation et flexibilité », Recherches amérindiennes au Québec, Montréal, vol. 44, no 1,‎ 2014, p. 155-156, 161 (lire en ligne [PDF]).
- Stephen Wyatt et Yvon Chilton, « L'occupation contemporaine du Nitaskinan par les Nehirowisiwok de Wemotaci », Recherches amérindiennes du Québec, vol. 44, no 1,‎ 2014, p. 61-72 (ISSN 1923-5151, DOI 10.7202/1027880ar, lire en ligne )
- Sylvie Poirier, « Présentation : les Atikamekw Nehirowisiwok : territorialités et savoirs », Recherches amérindiennes au Québec, Montréal, vol. 44, no 1,‎ 2014, p. 3-10, 161-162 (lire en ligne [PDF]).